# Kawasaki KLE 500
Kawasaki KLE 500 je motocykl kategorie silniční enduro, vyvinutý firmou Kawasaki. Často bývá také označován pojmem funduro. Byl vyráběn od roku 1991 do roku 2007, kdy byl nahrazen modelem Kawasaki Versys.
Kapalinou chlazený řadový dvouválec pochází z modelu Kawasaki GPZ 500 a byl používán i v Kawasaki ER-5, avšak oproti původnímu motoru byl výkon omezen a posunut do středního pásma za použití jiných vaček a karburace.

## Historie
První kusy KLE 500 sjely z výrobní linky v roce 1991. Již v té době se jednalo o motocykl s naprosto nadčasovým designem, což potvrzuje i fakt, že v průběhu let došlo pouze k drobným úpravám. Starší model byl kritizován pro nepohodlné šikmé sedlo, po kterém spolujezdec sjížděl a nedostatečnou ochranu před větrem. V roce 1994 tedy došlo k přepracování přední masky, přidání plexi štítu a přepracování sedla. V roce 1996 došlo také k výměně napínáku rozvodového řetězu za novější typ.
Hlavní velká obměna přišla až v roce 2004 – výroba motocyklu byla zastavena. To rozhořčilo veřejnost natolik, že se Kawasaki rozhodlo provést facelift a zavést KLE znovu do výroby, kde zůstalo pouze do roku 2007. Poslední model se vyznačoval dvojitým, níže položeným světlometem, novými budíky a lehce upravenými vidlicemi.

## Technické parametry
- Rám:
- Suchá hmotnost: 181 kg
- Pohotovostní hmotnost: 200 kg
- Maximální rychlost: 165 km/h
- Spotřeba paliva: 4,5 l/100 km
- Modely s omezením výkonu dosahovaly 19 kW či 25 kW, otevřené motory v závislosti na roku výroby 33–37 kW